# Hercostomus potanini
Hercostomus potanini är en tvåvingeart som beskrevs av Stackelberg 1934. Hercostomus potanini ingår i släktet Hercostomus och familjen styltflugor. Inga underarter finns listade i Catalogue of Life.